# Medalia de Onoare IEEE
Medalia de Onoare IEEE este cea mai înaltă distincție conferită de Institutul Inginerilor Electrotehniști și Electroniști (IEEE), pentru contribuții excepționale, sau o carieră extraordinară în domeniile de interes pentru organizație. Premiul se acordă începând cu 1917, primul laureat fiind Edwin H. Armstrong. Premiul constă într-o medalie de aur, o replică de bronz un certificat și un premiu în bani. 
Medalia a fost inițial finanțată de Institute of Radio Engineers (IRE) sub numele de Medalia de Onoare IRE. Când IRE a fuzionat cu American Institute of Electrical Engineers (AIEE, în română Institutul American al Inginerilor Electrotehniști) și s-a format IEEE, în 1963, premiul a primit numele actual.

## Laureați
| - 1917: Edwin H. Armstrong - 1918: Nu s-a acordat - 1919: Ernst Alexanderson - 1920: Guglielmo Marconi - 1921: Reginald A. Fessenden - 1922: Lee De Forest - 1923: John Stone Stone - 1924: Michael I. Pupin - 1926: Greenleaf W. Pickard - 1927: Louis W. Austin - 1928: Jonathan Zenneck - 1929: George W. Pierce - 1930: Peder Oluf Pedersen - 1931: Gustave A. Ferrie - 1932: Arthur Edwin Kennelly - 1933: John Ambrose Fleming - 1934: Stanford C. Hooper - 1935: Balthasar van der Pol - 1936: George Ashley Campbell - 1937: Melville Eastham - 1938: John H. Dellinger - 1939: Albert G. Lee - 1940: Lloyd Espenschied - 1941: Alfred N. Goldsmith - 1942: Albert H. Taylor - 1943: William Wilson - 1944: Haraden Pratt - 1945: Harold H. Beverage - 1946: Ralph Hartley - 1947: Nu s-a acordat - 1948: Lawrence C. F. Horle | - 1949: Ralph Bown - 1950: Frederick Terman - 1951: Vladimir Zworykin - 1952: William R. G. Baker - 1953: John M. Miller - 1954: William L. Everitt - 1955: Harald T. Friis - 1956: John V. L. Hogan - 1957: Julius Adams Stratton - 1958: Albert Hull - 1959: Emory Leon Chaffee - 1960: Harry Nyquist - 1961: Ernst A. Guillemin - 1962: Edward Victor Appleton - 1963: George C. Southworth - 1964: Harold A. Wheeler - 1965: Nu s-a acordat - 1966: Claude Elwood Shannon - 1967: Charles H. Townes - 1968: Gordon K. Teal - 1969: Edward Ginzton - 1970: Dennis Gabor - 1971: John Bardeen - 1972: Jay W. Forester - 1973: Rudolf Kompfner - 1974: Rudolf Kalman - 1975: John Robinson Pierce - 1976: Nu s-a acordat - 1977: H. Earle Vaughan - 1978: Robert Noyce - 1979: Richard Bellman | - 1980: William Shockley - 1981: Sidney Darlington - 1982: John Tukey - 1983: Nicolaas Bloembergen - 1984: Norman F. Ramsey - 1985: John Roy Whinnery - 1986: Jack Kilby - 1987: Paul Lauterbur - 1988: Calvin Quate - 1989: C. Kumar Patel - 1990: Robert G. Gallager - 1991: Leo Esaki - 1992: Amos E. Joel, Jr. - 1993: Karl Johan Åström - 1994: Alfred Y. Cho - 1995: Lotfi A. Zadeh - 1996: Robert Metcalfe - 1997: George H. Heilmeier - 1998: Donald Pederson - 1999: Charles Concordia - 2000: Andrew Grove - 2001: Herwig Kogelnik - 2002: Herbert Kroemer - 2003: Nick Holonyak - 2004: Tadahiro Sekimoto - 2005: James Flanagan - 2006: James D. Meindl - 2007: Thomas Kailath - 2008: Gordon Moore - 2017: Kees Schouhamer Immink |